# Abies Brook
Abies Brook – strumień (brook) w kanadyjskiej prowincji Nowa Szkocja, w hrabstwie Inverness, płynący w kierunku północno-zachodnim i uchodzący do River Denys; nazwa urzędowo zatwierdzona 22 grudnia 1975.